# 폐교
폐교(廢校, 廃校)는 없어진 학교를 말하거나, 학교를 없애는 행위를 말한다. 학교를 폐교하는 것은 상색초등학교 두밀분교 사례 등처럼 논쟁이 되기 쉽다.
대학교의 경우 전국의 모든 대학교를 대상으로 대학기본역량진단을 실시하여 최하위 1%에 속하는 대학이 폐교 대상이 되며 이 중 서남대학교 사례 등처럼 개선의 여지가 전혀 없는 대학이 폐교된다.

## 나라별

### 대한민국
1982년부터 현재 폐교된 학교가 3834개교에 달하는 것으로 나타났으며, 지역별로는 전라남도의 폐교 학교수가 828개교로 가장 많았고, 경상북도 729개교, 경상남도 582개교, 강원도 460개교, 전라북도 325개교 순이었다. 2010년대 중후반 이후에 저출산 영향으로 많이 늘어지고 있다.

### 일본
1990년대 버블 경제 이후에는 저출산 영향으로 도도부현 지역으로 폐교가 많이 늘어지고 있다.